# 국제철도협력기구
국제철도협력기구(國際鐵道協力機構, 영어: Organization for Cooperation of Railways, OSJD 또는 OSShD)는 1956년에 결성된 철도 협력 기구로서, 옛 소련 출신 국가들, 중화인민공화국, 조선민주주의인민공화국, 쿠바를 비롯해 동유럽과 동아시아, 그리고 중앙아시아 30개국 정부 및 철도 운영 기관으로 구성된 철도 협력체이다.

## 역사
- 1956년 6월 28일 결성[2]
- 2018년 대한민국 가입[3]
- 2023년 현재, 정회원 30개국, 제휴 회원 40개 철도 회사로 구성되어있음[4]

## 규약
철도운행과 관련해 교통신호부터 운행방식, 표준기술, 통행료 등 모든 요소에 통일된 규약을 제시하고 있다.
- 국제철도여객수송(SMPS)
- 국제철도화물수송(SMGS)
- 국제수송화차(PPW)
- 국제철도여객운임(MPT)
- 국제철도화물운임(ETT)

## 회원국
- 대한민국[6]
- 라트비아
- 러시아
- 리투아니아
- 몰도바
- 몽골
- 불가리아
- 베트남
- 벨라루스
- 슬로바키아
- 아제르바이잔
- 아프가니스탄
- 알바니아
- 우즈베키스탄
- 우크라이나
- 이란
- 에스토니아
- 조지아
- 조선민주주의인민공화국
- 중화인민공화국
- 체코
- 카자흐스탄
- 쿠바
- 키르기스스탄
- 타지키스탄
- 투르크메니스탄
- 폴란드
- 헝가리

## 같이 보기
- 국제철도연맹
- 국제철도수송정부간기구